# Wiktor Waligóra
Wiktor Waligóra – polski piosenkarz, autor tekstów i kompozytor.

## Życiorys
Pochodzi z Krakowa.
W 2024 roku nakładem Sony Music wydał debiutancką płytę Czekam na świt.
Laureat Fryderyka 2025 za fonograficzny debiut roku.

## Dyskografia
| Rok  | Dane dot. albumu | Pozycja na liście |
| Rok  | Dane dot. albumu | POL               |
| ---- | --- | ----------------- |
| 2024 | Czekam na świt - Data: 23 sierpnia 2024 - Wytwórnia: Sony Music Entertainment Poland - Format: CD, digital download, streaming | –                 |

### Single
| Rok  | Tytuł             | Najwyższe pozycje na listach | Album          |
| Rok  | Tytuł             | POL (airplay)                | Album          |
| ---- | ----------------- | ---------------------------- | -------------- |
| 2023 | "Przypomnieć nas" | –                            | Czekam na świt |
| 2023 | "Ikar"            | –                            | Czekam na świt |
| 2023 | "Podróż w czasie" | –                            | Czekam na świt |
| 2024 | "Sztorm"          | –                            | Czekam na świt |
| 2024 | "Zagrajmy"        | 13                           | Czekam na świt |
| 2024 | "Kosmos"          | –                            | Czekam na świt |

## Nagrody i nominacje
| Rok  | Plebiscyt | Kategoria                   | Nominowana twórczość / osoby | Rezultat  | Źr.   |
| ---- | --------- | --------------------------- | ---------------------------- | --------- | ----- |
| 2025 | Fryderyki | Fonograficzny debiut roku   | Wiktor Waligóra              | Wygrana   | [ 7 ] |
| 2025 | Fryderyki | Album roku pop alternatywny | Czekam na świt               | Nominacja | [ 7 ] |